# New New York
New New York je čtrnáctá epizoda amerického hudebního televizního seriálu Glee a v celkovém pořadí stá druhá epizoda tohoto seriálu. Poprvé se vysílala ve Spojených státech dne 1. dubna 2014 na televizním kanálu Fox. Touto epizodou počínaje se děj přesouvá pouze do New Yorku, což zůstane až do konce série.

## Obsah epizody
Život v New Yorku má své vlastní výzvy pro nově přistěhované absolventy McKinleyovy střední školy. A nejen pro ně, i pro studenty, který v New Yorku několik měsíců pobývají. Rachel Berry (Lea Michele) se plně připravuje na svůj broadwayský debut - hlavní roli v muzikálu Funny Girl, Kurt Hummel (Chris Colfer) nyní sdílí byt se svým snoubencem Blainem Andersonem (Darren Criss) a bývalým spolužákem Samem Evansem (Chord Overstreet) a student filmové školy Artie Abrams (Kevin McHale) má potíže s přepravou kvůli tomu, že je na invalidním vozíčku. Jako další přijíždí do města Mercedes Jones (Amber Riley), protože se chystá nahrát nové album.

## Seznam písní
- "Downtown"
- "You Make Me Feel So Young"
- "Best Day of My Life"
- "Rockstar"
- "Don't Sleep in the Subway"
- "People"

## Hrají
| Chris Colfer     | Kurt Hummel     |
| Darren Criss     | Blaine Anderson |
| Kevin McHale     | Artie Abrams    |
| Lea Michele      | Rachel Berry    |
| Chord Overstreet | Sam Evans       |

## O epizodě
S touto epizodou se děj seriálu přesouvá do New Yorku, kde bude děj seriálu pokračovat až do konce páté série. Epizoda chronologicky shrnuje, co se stalo "několik měsíců" poté, co se odehrávala předchozí dvou-epizoda, kde byl konec školního roku na McKinleyově střední a sbor byl zrušen. V tomto díle se objeví nejméně hlavních herců, a to pouze Lea Michele (Rachel), Chris Colfer (Kurt), Kevin McHale (Artie), Darren Criss (Blaine) a Chord Overstreet (Sam). Zbytek hlavního obsazení páté série je sice uveden v titulcích, ale neobjevuje se.
Mezi vedlejší postavy, které se objevily v této epizodě, patří nadějná zpěvačka a bývalá absolventka sboru Mercedes Jones (Amber Riley), student NYU a člen Kurtovy kapely Elliott "Starchild" Gilbert (Adam Lambert) a producent Funny Girl, Sidney Greene (Michael Lerner).
Šest písní z epizody bylo vydáno na stejnojmenném extended play. Jedná se o "Downtown" od Petuly Clark v podání Ley Michele, Chrise Colfera, Darrena Crisse, Kevina McHala a Chorda Overstreeta; "You Make Me Feel So Young" od Franka Sinatry v podání Chrise Colfera a Darrena Crisse; "Best Day of My Life" od American Authors v podání Chorda Overstreeta a Darrena Crisse; "Don't Sleep in the Subway" od Petuly Clark v podání Ley Michele a Kevina McHala; "People" z muzikálu Funny Girl v podání Ley Michele a "Rockstar" od A Great Big World v podání Adama Lamberta a Chrise Colfera.